# Sœurs de la Miséricorde de Sées
Les sœurs de la Miséricorde de Sées sont une congrégation religieuse féminine hospitalière de droit pontifical.

## Histoire

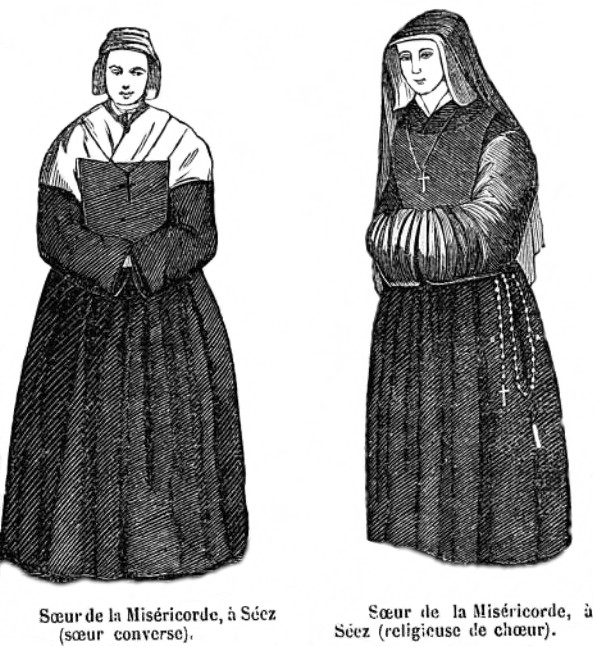
Costume historique des sœurs de Sées. Habit de sœur converse à gauche et habit de sœur de chœur à droite

La congrégation est fondée en 1823 à Sées par le chanoine Jean Jacques Bazin (1767-1855) pour apporter une aide morale et matérielle aux pauvres de son pays, et permettre la vie religieuse aux jeunes filles désirant entrer dans un institut mais qui en sont empêchées parce qu'elles manquent de dot. Les cinq premières sœurs prononcent leurs vœux le 21 mars 1823 sous le nom de sœurs de la Charité. L'évêque de Séez propose ensuite au fondateur de changer le nom de la communauté en sœurs de la Miséricorde pour éviter de les confondre avec les Filles de la charité de Saint-Vincent-de-Paul.
Les fondations se succèdent rapidement : Alençon (1825), Falaise (1828), Mortagne-au-Perche (1829), Vimoutiers (1830), Tinchebray, Poitiers et Vire (1834), Flers (1835), Le Mans, Mamers
et Condé-sur-Noireau (1836), L'Aigle (1837), Argentan (1842), Lisieux (1846), Bayeux (1856), La Roche-sur-Yon (1858), La Ferté-Bernard et Bonnétable (1859).
Au départ, les maisons sont indépendantes les unes des autres ; c'est uniquement le fondateur qui fait le lien entre elles. Par décret du 8 novembre 1836, Mellon Jolly, le nouvel évêque de Séez, établit officiellement la maison-mère à Sées avec une supérieure générale pour toutes les maisons des sœurs de la Miséricorde.
La congrégation est reconnue civilement le 13 octobre 1839 par Louis-Philippe car les sœurs adoptent les statuts de sœurs gardes-malades approuvés par ordonnance royale du 17 janvier 1827 pour les Sœurs du Bon Secours. Les constitutions basées sur le Bon Secours sont approuvées le 15 août 1842 par Mellon Jolly. La spiritualité de l'institut étant centrée sur la Passion de Jésus et sur les Douleurs de la Vierge, Notre-Dame des Sept Douleurs est donc choisie comme patronne principale de la congrégation avec saint Vincent de Paul comme patron secondaire. L'évêque suivant, Charles-Frédéric Rousselet, établit des sœurs converses pour donner des auxiliaires aux sœurs professes et pour permettre la vie religieuse à des filles pauvres qui ne savent pas assez lire.
L'institut obtient le décret de louange le 8 juillet 1931 et ses constitutions sont approuvées définitivement le 25 octobre 1943.

## Fusion
- 1954 : Sœurs de Notre-Dame de Bon-Secours de Clermont-Ferrand fondées en 1840 par Antoine Mouillaud, curé de la basilique de Notre-Dame-du-Port, dans le but d'avoir des sœurs gardes-malades[8]. Elles fusionnent en décembre 1954 avec la Miséricorde de Sées[7].
- 2018 : Sœurs du Bon-Secours du Sacré-Cœur de Chartres. Après un essai de vie religieuse chez les sœurs de la charité dominicaines de la Présentation à Sainville, Nicole Liot (1696-1741) en religion Sœur Scholastique et sa sœur Marie-Aune, décident en 1729 de mener une vie retirée à Auneau tout en s'adonnant aux exercices de piété et aux bonnes œuvres. Le Père Paul Cassegrain (1693-1771) chapelain des sœurs de Sainville les conseille. En 1734, il leur donne une règle de vie et un habit religieux sous le nom de Filles de la Providence du Sacré-Cœur de Jésus[1],[9]. La Révolution Française dispersent les sœurs à l'exception de trois qu'on laisse dans la communauté. Elles commencent à se réunir de nouveau à Auneau dès l'année 1796. Elles sont civilement reconnue par décret du 29 janvier 1811[3]. En 1844, Louis-Édouard Pie, vicaire général de Chartres leur propose de s'établir en qualité de sœurs garde-malades à Chartres et de placer la maison-mère dans cette ville[9],[10]. Elles sont autorisées comme congrégation à supérieure générale avec des constitutions basées sur la règle de saint Augustin[3]. Elles soignent les malades lors de la deuxième pandémie de choléra qui touche Chartres en 1845. On les surnomme alors sœurs du Bon-Secours[1]. Le costume religieux est composé d'une robe noire avec un chapelet au côté gauche et une pèlerine descendant jusqu'à la taille. Sur la tête, une guimpe, un bonnet tuyautée et un voile noir. Elles portent autour du cou une médaille du Sacré Cœur avec les trois premières lettres du nom de Marie au revers[3]. Elles fusionnent en 2018 avec les sœurs de la Miséricorde de Sées[11]. Il ne faut pas les confondre avec les Sœurs de la Providence de Chartres[12].

## Activité et diffusion
Les religieux se consacrent au soin des orphelins et au soin des malades.
Elles sont présentes en:
- Europe : France, Espagne.
- Afrique : Burkina Faso.

La maison-mère est à Sées.
En 2017, la congrégation comptait 114 sœurs dans 15 maisons.